# نظام المسؤولية الأسرية
نظام المسؤولية الأسرية (بالصينية: 家庭聯產承包責任制)(بالبينيين: jiātíng liánchǎn chéngbāo zérènzhì)، أو نظام مسؤولية العقد كان ممارسة في الصين، تم تبنيها لأول مرة في مجال الزراعة في عام 1979، وتم تأسيسها رسميًا في عام 1982، والتي بموجبها تتحمل الأسر مسؤولية أرباح وخسائر المشروع. في الإنتاج الزراعي، يعتبر المزارعون كيانًا اقتصاديًا مستقلًا نسبيًا، حيث لهم الحق للتعاقد على الأرض الجماعية وغيرها من وسائل الإنتاج الكبيرة الحجم ويقومون بالإنتاج والإدارة بشكل مستقل وفقًا للعقد. باستثناء جزء صغير من دخلها التشغيلي، الذي يُدفع للضرائب الجماعية وضرائب الدولة بعد العقد، يُنسب كل الدخل إلى المزارعين.
وفقًا لدراسة أجريت عام 2021، أدى نظام مسؤولية الأسرة إلى تحسين صحة الأفراد في وقت لاحق من حياتهم والتعليم ونتائج سوق العمل، لكنه قلل من استثمار رأس المال البشري في الأطفال، مما جعلهم أقل عرضة لتلقي التعليم وأكثر عرضة للبقاء في الزراعة.

## تاريخ

### 1977 - 1978: فترة التحضير
بحلول أواخر السبعينيات من القرن الماضي، واجهت المركزية في الصين للإنتاج الزراعي تحديات عديدة، كان النقص في المنتجات الزراعية أكثرها إلحاحًا وخطورة. أدى الجفاف في المناطق الريفية إلى أزمات خطيرة في الإمدادات الغذائية في المناطق الحضرية. بدأ العديد من المزارعين وأعضاء البلدية في القرى بالتفكير في طرق جديدة للإنتاج الزراعي. في عام 1978، توصلت 18 أسرة في شياوجانغ، آنهوي إلى ترتيب جديد حيث كانت كل أسرة مسؤولة عن أرباحها وخسائرها في الإنتاج، والتي كانت تُعرف باسم أول تجربة لنظام المسؤولية الأسرية.
في ديسمبر 1978، عقدت الدورة الكاملة الثالثة للجنة المركزية الحادية عشرة للحزب الشيوعي الصيني في بكين. خلال الاجتماع، تم تمرير قرار اللجنة المركزية للحزب الشيوعي الصيني حول تسريع التنمية الزراعية، والذي اقترح «نقل مسؤولية الإنتاج إلى وحدات الإنتاج» (بالصينية: 包产到组). ومع ذلك، لا تزال السياسة تحظر تفويض مسؤولية الإنتاج للأسر (بالصينية: 包产到户).

### 1979 - 1981: الكفاح ذهابًا وإيابًا
في أوائل عام 1979، تأسس المجلس الوطني للزراعة، والذي بدأ نقاشًا ساخنًا حول ما إذا كان ينبغي للصين أن تتبنى نظام مسؤولية الأسرة داخل الحكومة المركزية الصينية. في مارس 1979، عقد المجلس الوطني للزراعة اجتماع المقاطعات السبع والبلديات الثلاث حول التنمية الزراعية، حيث أظهر غالبية الممثلين موقفًا داعمًا تجاه هذا الاقتراح. ومع ذلك، كانت الأصوات المعارضة قوية أيضًا. ظل وانغ رينشونغ، رئيس المجلس الوطني للزراعة، يؤكد على مزايا الاقتصاد الجماعي ويعارض الفكرة. في النهاية، خلص هوا جيو فينج، رئيس الحزب الشيوعي الصيني في ذلك الوقت، إلى أن الإنتاج الجماعي قد نجح، ولكن هناك حاجة أيضًا إلى قدر معين من المرونة. كما اتفق هوا جيو فينج على أنه «بالنسبة للأسر الفقيرة في المناطق النائية، من المناسب تفويضها بمسؤولية وحقوق إنتاجها». تمت كتابة كلمات هوا جيو فينج في الوثائق الرسمية للجنة المركزية للحزب الشيوعي الصيني، وكانت هذه هي المرة الأولى التي تظهر فيها فكرة نظام المسؤولية الأسرية في الوثيقة الرسمية للجنة المركزية للحزب الشيوعي الصيني.
في يناير 1980، عقد اجتماع إدارة البلديات الشعبية في بكين. في الاجتماع، قدم زوو يويلي، مدير اللجنة الزراعية لمقاطعة آنهوي، نظام التنمية الزراعية في آنهوي. أفاد زوو أنه بحلول نهاية عام 1979، تبنى 51٪ من فرق الإنتاج نظام مسؤولية وحدة الإنتاج، واعتمد 10٪ نظام المسؤولية الأسرية؛ كان هناك نمواً كبيراً في الإنتاج وطلب 25٪ من المناطق المتخلفة تبني نظام المسؤولية الأسرية. ومع ذلك، لقيت فكرة زوو انتقادات شديدة من العديد من الممثلين من مناطق أخرى وأثارت جدلًا كبيرًا حول ما إذا كان نظام مسؤولية الأسرة هو النهج الصحيح الذي يجب اتباعه. في النهاية، اختتم دنغ شياو بينغ النقاش بملاحظة أن مسؤولية الأسرة كانت قضية معقدة للغاية وحاسمة، وأنه من غير المرجح أن تصل إلى نتيجة بسيطة.
بينما كانت الحكومة المركزية لا تزال تناضل من أجل الفكرة، ذهابًا وإيابًا، مضى المزيد والمزيد من القرى إلى الأمام وبدأت في تبني نظام المسؤولية الأسرية. في عام 1979، تم اعتماد النظام فقط كتجربة في مناطق قليلة، ولكن في عام 1980، تعلمت المزيد والمزيد من الأماكن من هذه المناطق وطوّرت نظام المسؤولية الاسرية الخاص بها. جذب التبني المتزايد لهذه الفكرة انتباه القيادة المركزية للصين، وقاد أيضًا صانعي القرار إلى إعادة النظر في نظام الإنتاج الزراعي الذي ينبغي اعتماده.
في أبريل 1980، في اجتماع التخطيط طويل الأمد للجنة المركزية للحزب الشيوعي الصيني، قال دنغ شياو بينغ: «في المناطق المتخلفة والفقيرة مثل شمال غرب الصين، وقويتشو، ومقاطعة يونان، ينبغي تبني نهج مثل نظام المسؤولية الأسرية». خلال خطاب آخر في مايو، أيد دنغ شياو بينغ ممارسة محافظة فنغيانغ ومحافظة فيكسي بمقاطعة آنهوي، وقال إن «بعض الزملاء قلقون من أن ممارسة هذا النوع من النظام قد يعيق تنمية الاقتصاد الجماعي. أعتقد أن هذه المخاوف غير ضرورية. اتجاهنا العام هو تطوير الاقتصاد الجماعي. وطالما زادت الإنتاجية وتطور تقسيم العمل والاقتصاد السلعي، سينمو اقتصادنا الجماعي من مستوى منخفض إلى مستوى مرتفع.» 
إلى جانب الموقف الإيجابي تجاه نظام المسؤولية الاسرية لدنغ شياو بينغ، أجرى المجلس الوطني للزراعة أيضًا بحثًا ميدانيًا مكثفًا في خنان وخبي ومقاطعات أخرى لفهم فعالية وتحديات تبني النظام بشكل أفضل. من عام 1980 إلى عام 1981، تم تحويل المزيد والمزيد من أنظمة الإنتاج الزراعي الجماعي إلى أنظمة المسؤولية الاسرية. بحلول عام 1981، كان 51٪ من الأسر في المقاطعات الجنوبية الشرقية ومقاطعة شاندونغ قد تبنت بالفعل نظام المسؤولية الأسرية.

### 1982: التأسيس الرسمي
في ديسمبر 1981، انعقد اجتماع العمل الزراعي الوطني في بكين، والذي أكد على فكرة السماح للناس باختيار الأنظمة التي يجب استخدامها. بعد فترة وجيزة في عام 1982، أعلنت اللجنة المركزية للحزب الشيوعي الصيني، في الوثيقة الأولى للعام، محضر اجتماع العمل الزراعي الوطني، الذي أنشأ رسميًا نظام المسؤولية الأسرية للإنتاج الزراعي في الصين.
تم تبني النظام بسرعة على الصعيد الوطني وشهد نمو زراعي كبير. خلال العشرين عامًا من الإنتاج الزراعي الجماعي، كان الناتج الزراعي السنوي من 30 إلى 50 مليار كيلوجرام، ولكن بحلول عام 1984، ارتفع العدد إلى 400 مليار كيلوجرام. في الوقت نفسه، زاد الناتج المحلي الإجمالي الزراعي بنسبة 68٪ وزاد متوسط دخل المزارعين بنسبة 166٪. دلل نجاح نظام المسؤولية الأسرية على تحول هام في النموذج الاقتصادي الصيني وفتح حقبة جديدة من الاقتصاد الزراعي الصيني والتنمية الريفية.